# الحاوي للفتاوى
الحاوي للفتاوى هو أحد كتب الفقه ألفه الحافظ جلال الدين السيوطي (849-911) ويعد أيضا أحد كتب الفقه الشافعي يبحث في الفتاوى الفقهية والمسائل والأحكام، حيث ذكر المؤلف فتاويه في مجمل ما عرض له من مسائل، وقد جاء الكتاب مشتملاً على فوائد في علوم الفقه والتفسير والحديث والنحو والإعراب وسائر الفنون.
ويقول الحافظ جلال الدين السيوطي معللاً سبب تأليفه لكتابه الحاوي للفتاوى:
| الحاوي للفتاوى | الحمد لله جامع الشتات والصلاة والسلام على محمد المبعوث بالآيات البينات وعلى آله وصحبه وأزواجه الطاهرات وبعد: فقد استخرت الله في جمع نبذ من مهمات الفتاوي التي أفتيت بها على كثرتها جداً، مقتصراً على المهم والعويص، وما في تدوينه نفع وإجدا، وتركت غالب الواضحات، وما لا يخفى على ذوي الأذهان القادحات، وبدأت بالفقهيات مرتبة على الأبواب، ثم بالتفسير، ثم بالحديث، ثم بالأصول، ثم بالنحو والإعراب، ثم بسائر الفنون إفادة للطلاب، وسميت هذا المجموع (الحاوي للفتاوي) | الحاوي للفتاوى |